# Luis Casas Pasarín
Luis Casas Pasarín (* 16. April 1902 in Pontevedra; † 17. August 1986 in Madrid) war ein spanischer Fußballspieler und -trainer. Er betreute 1946 die spanische Nationalmannschaft.

## Karriere

### Als Spieler
Pasarín spielte in der Jugend für Atlético Pontevedra, den Verein seiner Heimatstadt, und begann seine professionelle Karriere in der nahe gelegenen Stadt Vigo, in der er erst für Fortuna Vigo und nach dessen Fusion mit Real Vigo Sporting schließlich sechs Jahre für den neu gegründeten Real Club Celta de Vigo spielte. Als einer der ersten Mannschaftskapitäne dieses Vereins gewann Pasarín mit Celta ab 1924 dreimal in Folge den Campeonato de Galicia, die Regionalmeisterschaft Galiciens. Im Jahr 1924 nahm der Abwehrspieler mit Spanien an den Olympischen Spielen teil und gab dabei im Rahmen der Erstrundenniederlage gegen Italien sein Debüt in der Nationalmannschaft. In den folgenden zwei Jahren bestritt Pasarín insgesamt sechs Länderspiele für sein Heimatland, das letzte am 19. Dezember 1926 in Vigo gegen Ungarn. In den Jahren 1927 und 1928 erreichte Pasarín mit Celta nach Finalniederlagen gegen Deportivo La Coruña jeweils den zweiten Platz in der galicischen Meisterschaft. Am 30. Dezember 1928 nahm er am Eröffnungsspiel des Estadio Balaídos teil, das Celta mit 7:0 gegen Real Unión Irún gewann.
Nach der Einführung eines landesweiten Ligasystems wechselte Pasarín 1929 zum Zweitligisten FC Valencia. Nach dem Aufstieg in der Spielzeit 1930/31 gab er am 29. November 1931, dem zweiten Spieltag der Saison 1931/32, sein Debüt in der Primera División. Auch in Valencia wurde er schnell zum Spielführer ernannt und bestritt im Spieljahr 1932/33 17 von 18 Ligaspielen. Valencia beendete die Spielzeit auf dem vorletzten Tabellenplatz und entging somit nur knapp dem Abstieg. In den folgenden zwei Jahren kam er auf 22 weitere Erstligaeinsätze. In der Copa del Presidente de la República 1934 zog er mit seinem Team unter Trainer Jack Greenwell ins Pokalfinale ein, unterlag jedoch mit 1:2 gegen den favorisierten Madrid FC. In seiner letzten Saison 1934/35 wusste sich Pasarín, der zu diesem Zeitpunkt einen Großteil seiner Physis eingebüßt hatte, oft nur noch mit Fouls zu helfen. 1935 beendete er daher seine Karriere und arbeitete fortan als Funktionär im Arbeitsministerium in Madrid, ehe der Spanische Bürgerkrieg ausbrach.

### Als Trainer
Nach dem Bürgerkrieg entschied Pasarín, eine Laufbahn als Fußballtrainer einzuschlagen. So betreute er im Jahr 1946 zunächst für ein Länderspiel als Nationaltrainer die Auswahl Spaniens, ehe er zur Saison 1946/47 den Trainerposten bei seinem ehemaligen Klub FC Valencia übernahm. Bereits in seinem ersten Jahr als Vereinstrainer gewann er mit Valencia die spanische Meisterschaft. Die Spielzeit 1947/48 beendete der Klub mit drei Punkten Rückstand auf den CF Barcelona auf dem zweiten Tabellenplatz. In den folgenden drei Jahren trainierte Pasarín den Erstligisten Celta Vigo und erreichte mit dem Verein aus seiner Heimat Galicien respektable Mittelfeldplatzierungen. 1951 ging er nach Portugal und übernahm für ein Jahr den FC Porto, mit dem er am Saisonende hinter den beiden Lissaboner Klubs Sporting und Benfica Dritter wurde. In der Saison 1953/54 betreute Pasarín den spanischen Zweitligisten CD Málaga, mit dem er umgehend in die Primera División aufstieg. In der Spielzeit 1954/55 wurde er jedoch nach nur zwei Siegen in den ersten 17 Ligaspielen vorzeitig entlassen. Ungeachtet dessen stieg Málaga am Saisonende wieder ab. Mit dem Zweitligisten Real Oviedo qualifizierte sich Pasarín 1955/56 für die Aufstiegs-Play-offs, in welchen man knapp gegenüber CD Condal und Real Saragossa den Kürzeren zog. Mit Beginn der Saison 1957/58 war er wieder als Trainer von Celta Vigo tätig und erreichte einen ordentlichen siebten Tabellenplatz. In der Folgesaison wurde er jedoch erneut nach 17 Spieltagen vorzeitig entlassen. Der Verein stieg am Saisonende ab. Zur Spielzeit 1959/60 kehrte Pasarín zu Real Oviedo zurück, das zwischenzeitlich in die Primera División aufgestiegen war. Trotz vier Siegen und drei Unentschieden aus den ersten zehn Spielen verließ er den Klub jedoch bereits wieder Mitte November 1959.
Daraufhin beendete Pasarín 1959 seine 13-jährige Karriere als Fußballtrainer, in deren Verlauf er für fünf unterschiedliche Vereine sowie die spanische Nationalmannschaft tätig gewesen war und eine spanische Meisterschaft hatte gewinnen können. Er verstarb am 17. August 1986 im Alter von 84 Jahren in Madrid.

## Titel und Erfolge
Als Spieler:
- Campeonato de Galicia: 1924, 1925, 1926
- Campeonato de Valencia: 1931, 1932, 1933, 1934
- Spanischer Pokal: Finalist 1934

Als Trainer:
- Spanischer Meister: 1947
- Aufstieg in die Primera División: 1954